# Сім'янин (фільм, 1991)
«Сім'янин» («Семьянин») — радянський художній фільм 1991 року, знятий режисером Сергієм Никоненком.

## Сюжет
Героєм фільму є водій-дальнобійник, який весь свій час проводить у дорозі. Однак, не дивлячись на це, він завжди ночує вдома, тому що на кожній тисячі кілометрів його зустрічає дружина, яка любить і діти. Правда щоразу… це інша дружина та діти.

## У ролях
- Сергій Никоненко — Василь Коливанов
- Євген Леонов-Гладишев — Степан Тягін
- Любов Поліщук — Ліза, дружина Коливанова
- Анна Самохіна — Раєчка, дружина Коливанова
- Катерина Вороніна — Вірочка, дружина Коливанова
- Тетяна Комарова — Феня, дружина Коливанова
- Андрій Вертоградов — Ваня, сусід Раєчки
- Валентина Титова — дружина Вані
- Борис Новиков — диспетчер
- Олена Піголіцина — співробітниця пошти
- Віктор Іллічов — капітан міліції
- Наталія Арінбасарова — Фара, дружина Коливанова
- Галина Чуриліна — дружина Коливанова
- Олена Каменкович — епізод
- Тетяна Асанова — епізод
- Світлана Кадишкіна — епізод
- Ольга Кукіна — епізод
- Лариса Макарова — епізод
- Сергій Ніколаєв — хропун
- В'ячеслав Шаріков — епізод
- Ірина Калєушева — епізод
- Дар'я Мороз — дочка Коливанова

## Знімальна група
- Режисер — Сергій Никоненко
- Сценарист — Володимир Гонік
- Оператор — Володимир Калашников
- Композитор — Ігор Назарук
- Художник — Віктор Сафронов